# Oostpoort Stadion
Oostpoort Stadion – wielofunkcyjny stadion w mieście Haarlem w Holandii. Obecnie znajduje się w trakcie budowy, której zakończenie planowane jest na lato 2007 roku. Stadion będzie miał pojemność 8 000 widzów.
Oostpoort Stadion zastąpi wysłużony Haarlem Stadion, który był użytkowany przez HFC Haarlem od 1907 roku.